# Ragazze folli (film 1955)
Ragazze folli (Futures Vedettes) è un film del 1955, diretto da Marc Allégret, tratto da un romanzo di Vicki Baum. Lo stesso regista aveva girato un primo film con lo stesso soggetto nel 1938 dove il lato drammatico era più marcato.

## Trama
Un professore, approfittando dell'assenza della moglie, diventa l'amante di una sua giovane allieva. 
Quando la moglie ritorna non si farà scrupolo ad abbandonarla; ma la ragazza avrà la forza di risollevarsi dalla delusione ed otterrà successo come artista.

## Critica
«Bardot... abbondantemente provocatoria... Grazie a lei il film s'illumina di un realismo convincente e inedito... irresistibile Marais» ** 